# Kanton Pouilly-en-Auxois
Kanton Pouilly-en-Auxois (francouzsky Canton de Pouilly-en-Auxois) je francouzský kanton v departementu Côte-d'Or v regionu Burgundsko. Tvoří ho 25 obcí.

## Obce kantonu
- Arconcey
- Bellenot-sous-Pouilly
- Beurey-Bauguay
- Blancey
- Bouhey
- Chailly-sur-Armançon
- Châteauneuf
- Châtellenot
- Chazilly
- Civry-en-Montagne
- Commarin
- Créancey
- Éguilly
- Essey
- Maconge
- Marcilly-Ogny
- Martrois
- Meilly-sur-Rouvres
- Mont-Saint-Jean
- Pouilly-en-Auxois
- Rouvres-sous-Meilly
- Sainte-Sabine
- Semarey
- Thoisy-le-Désert
- Vandenesse-en-Auxois